# Cronenbourg

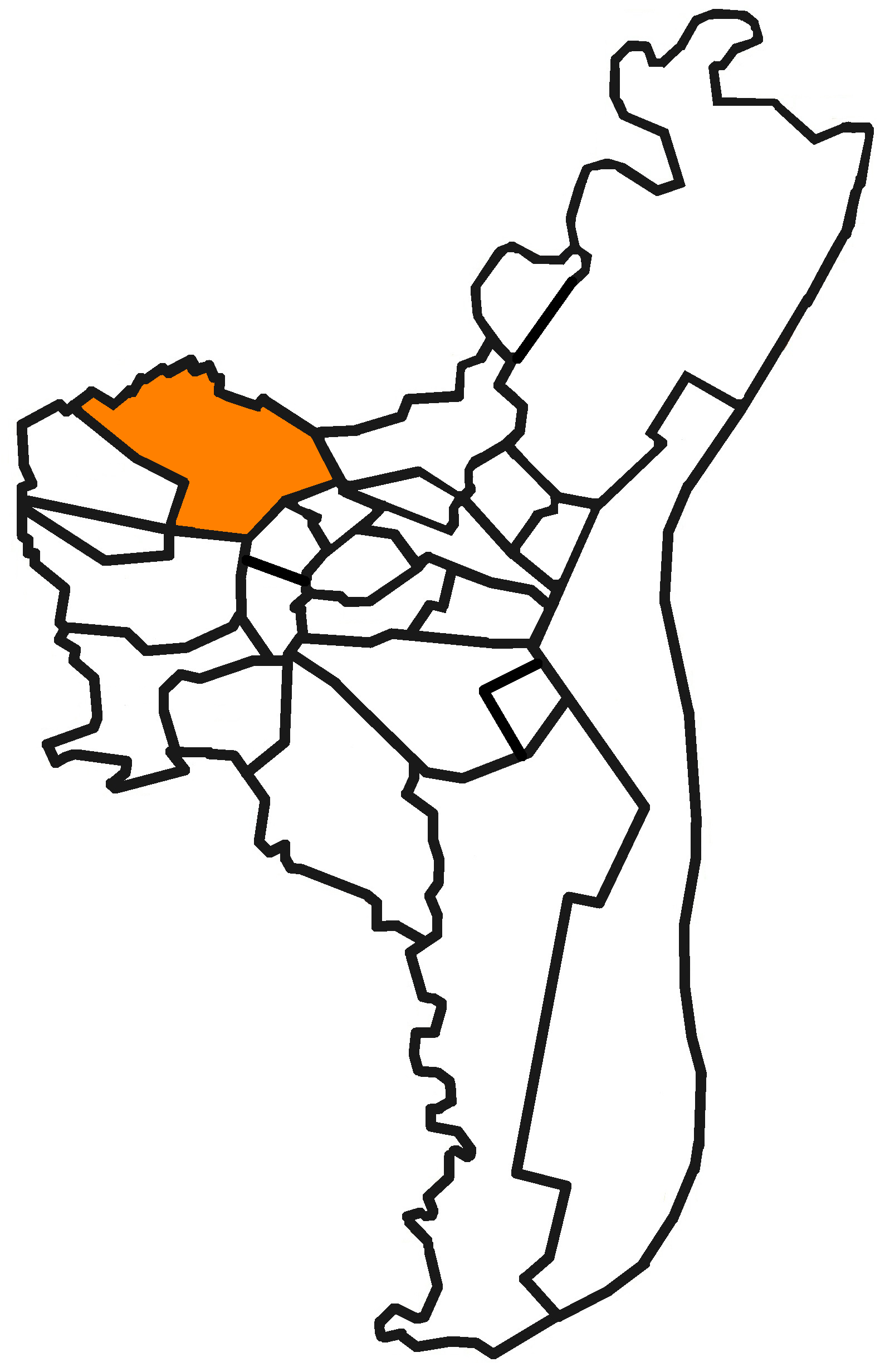
Cronenbourg in Straßburg

Cronenbourg [kʁɔnɑ̃buʁ], deutsch Kronenburg (früher Cronenburg), ist ein Stadtbezirk im Westen von Straßburg.

## Ortsname
Vom 12. bis 14. Jahrhundert gab es hier eine Burg mit der Bezeichnung Kronenburg. Der Name wurde 1869 in der französischen Schreibweise Cronenbourg verwendet, um den neuen Vorort nordwestlich von Straßburg zu benennen.
Während der Zugehörigkeit Elsass-Lothringens zum Deutschen Reich von 1871 bis 1919 wurde der Ortsname als Kronenburg geschrieben. Kronenburg ist auch der aktuelle deutsche Name.

## Geschichte
Das Schloss „Kronenburg“ lag nördlich der Straße von Marlenheim nach Wasselonne im Zentrum des Kochersberges. Es wurde Anfang des 13. Jahrhunderts von Friedrich II. erbaut und 1246 von den Truppen des Bischofs von Straßburg zerstört. Es wurde danach wieder aufgebaut, um die Straße nach Straßburg zu überwachen, aber 1369 von neuem zerstört. 1432 hatte die Stadt Straßburg ihren Galgen an der Gabelung der heutigen Straßen nach Mittelhausbergen und Oberhausbergen vor dem „Cronenburger Tor“ errichtet. Die ersten Gebäude im Stadtteil stammen aus dem 16. Jahrhundert.
Der Stadtteil Cronenbourg entwickelte sich in der zweiten Hälfte des 19. Jahrhunderts mit der Ankunft der Eisenbahn und der Gründung der Brauerei Hatt. Von 550 Einwohnern im Jahr 1866 erreichte diese Zahl 5 500 Einwohner im Jahr 1900 und fast 10 000 Einwohner im Jahr 1936 (20 800 im Jahr 1990).
Zwei Rundlokschuppen wurden 1840 im Südosten des Bezirks gebaut. Der Straßburger Westfriedhof wurde 1891 eröffnet. Im Jahre 1914 wurde der neue Güterbahnhof im Südosten des Bezirks errichtet. Die Compagnie des transports strasbourgeois, zuvor in der Nähe des Markthallenplatzes (Place des Halles) beheimatet, verlegte 1931 ihr Depot hierher.
Der Bahnhofsmarkt (Marché-Gare) ist ein Großmarkt und wurde am 1. Dezember 1965 eröffnet. Das neue Schlachthaus, das das Schlachthaus in der Sankt-Margareten-Gasse (Rue Sainte-Marguerite) in der Nähe des Hauptbahnhofs ersetzen sollte, wurde von 1963 bis 1968 gebaut. Es wurde 1999 abgerissen, um Platz für das IKEA-Möbelhaus zu schaffen.
Das westliche Notfallzentrum wurde 1986 in der Nähe der Autobahn und des Westfriedhofs errichtet. Es ersetzt die ehemalige Feuerwache in der Rue Kageneck im Bahnhofsviertel.

## Geographie

### Lage
Das Viertel ist abgegrenzt:
- nach Westen und Norden durch die Stadtgrenze von Straßburg mit Oberhausbergen, Mittelhausbergen und Schiltigheim
- im Osten durch das Glacis der alten Befestigungsanlagen des Stadtzentrums und den Bahnhofsmarkt (Marché-Gare)
- im Süden durch die Oberhausbergener Straße (route d'Oberhausbergen), die sie vom Viertel Hohenstein (Hautepierre) trennt

Der Stadtteil wird durch die Oberhausbergener Straße und Mittelhausbergener Straße strukturiert, die vom Stadtzentrum zum Kochersberg führen.

### Die Brauerei
Das Stadtviertel ist bekannt durch die Brauerei Kronenbourg, einem der wichtigsten Bier-Produzenen in Frankreich. Die Brauerei Hatt, gegründet 1664, verlegte 1862 ihren Sitz nach Kronenburg. Sie nahm im 20. Jahrhundert den Namen des Stadtviertels in deutscher Schreibweise an. 

### Das alte Cronenbourg
Cronenbourg, seit 1994 von der Straßenbahn Straßburg durchquert, besteht aus vier sehr verschiedenen Teilen. Im Osten der Eisenbahnlinie, die den Stadtteil in der Mitte durchschneidet, befindet sich das alte Cronenbourg, ein beliebtes Wohnviertel, das in der Mitte des 19. Jahrhunderts entstanden ist und dessen Entwicklung von der Brauerei und der Ansiedlung zahlreicher Bahnarbeiter profitierte.
Die beiden wichtigsten geplanten Erweiterungen in der Folgezeit waren das das Quartier Saint-Florent im Norden zu Beginn des 20. Jahrhunderts und das Quartier des Cèdres in den 1980er-Jahren. Aufgrund einer jungen und vielfältigen Bevölkerung, einer guten Verkehrsanbindung durch die Straßenbahn und zahlreicher Geschäfte an der Route de Mittelhausbergen spielt das alte Cronenbourg die Rolle des Zentrums für den Stadtteil.

### Die Erweiterungen im Osten und Norden der Eisenbahnlinie
Im Nordosten befindet sich die Cité Nucléaire, ein Stadtviertel mit Wohnblocks, die in den 1960er-Jahren im Sozialen Wohnungsbau errichtet wurden, zeitgleich mit dem Bau eines Forschungszentrums des Centre national de la recherche scientifique (CNRS), dem das Viertel seinen Namen verdankt. Von 1967 bis 1997 war hier ein Kernreaktor in Betrieb.
Im Süden der Cité Nucléaire, zwischen der Mittelhausbergener und der Oberhausbergener Straße, befindet sich das Wohngebiet Saint-Antoine, dessen Einfamilienhäuser aus in den 1960er- und 1970er-Jahren stammen.
Seit 2010 ist ein neues Wohngebiet im Bau: „Hochfelden“, gelegen am Ende der gleichnamigen Straße im Norden der Bahnlinie. Es umfasst etwa 200 Wohnungen, aber auch Einrichtungen im Dienstleistungsbereich und im Handel.
Nachdem die Brauerei geschlossen worden war, wurden die alten Fabrikgebäude 2016 abgerissen und durch Wohngebäude mit insgesamt 385 Wohnungen ersetzt.

## Beschreibung
In Cronenbourg gibt es fünf Kirchen: die katholischen Kirchen Saint Florent, Saint Antoine und Zum guten Hirten sowie die protestantische Erlöserkirche und die protestantische Kirche Cronenbourg-Cité. Die Synagoge von Cronenbourg befindet sich in der Riethgasse (Rue du Rieth). Es gibt mehrere Friedhöfe im Stadtteil: den Straßburger Westfriedhof, den Soldatenfriedhof Strasbourg-Cronenbourg sowie den Jüdischen Friedhof an der Oberhausbergener Straße.
Zu den bemerkenswerten Gebäuden zählt die Berufsbildende Schule Jean-Jacques-Rousseau. Es handelt sich um eine Erweiterung der benachbarten Primarschule Camille-Hirtz, die auch eine Musikschule beherbergt. Die ehemaligen Volksbäder, eröffnet 1905 und geschlossen 1984, wurden für die Nutzung durch die Camille-Hirtz-Schule instand gesetzt. Die Venitianische Villa – das älteste erhaltene Bauwerk des Viertels und letzter Überrest des ehemaligen Bahnbetriebswerks – beherbergt heute die Gesellschaft der Elten geistig behinderter Menschen.
Das Stadtviertel besitzt einen großen Park im Norden der Bahngleise, den Schofstallpark (Parc de la Bergerie), zwei Postämter (5, rue des Ormes und 98, rue de Hochfelden), eine Mediathek und ein Collège. Es gibt mehrere Sportstätten: die Eissporthalle Iceberg, erbaut 2006, einen Skatepark sowie das Stade de la Rotonde und den Platz de Rugby-Clubs AS Cheminots.
Das Polizeirevier Cronenbourg wurde 2011 geschlossen, es befand sich in der Lavoisierstraße 21 (21, Rue Lavoisier).

## Bilder

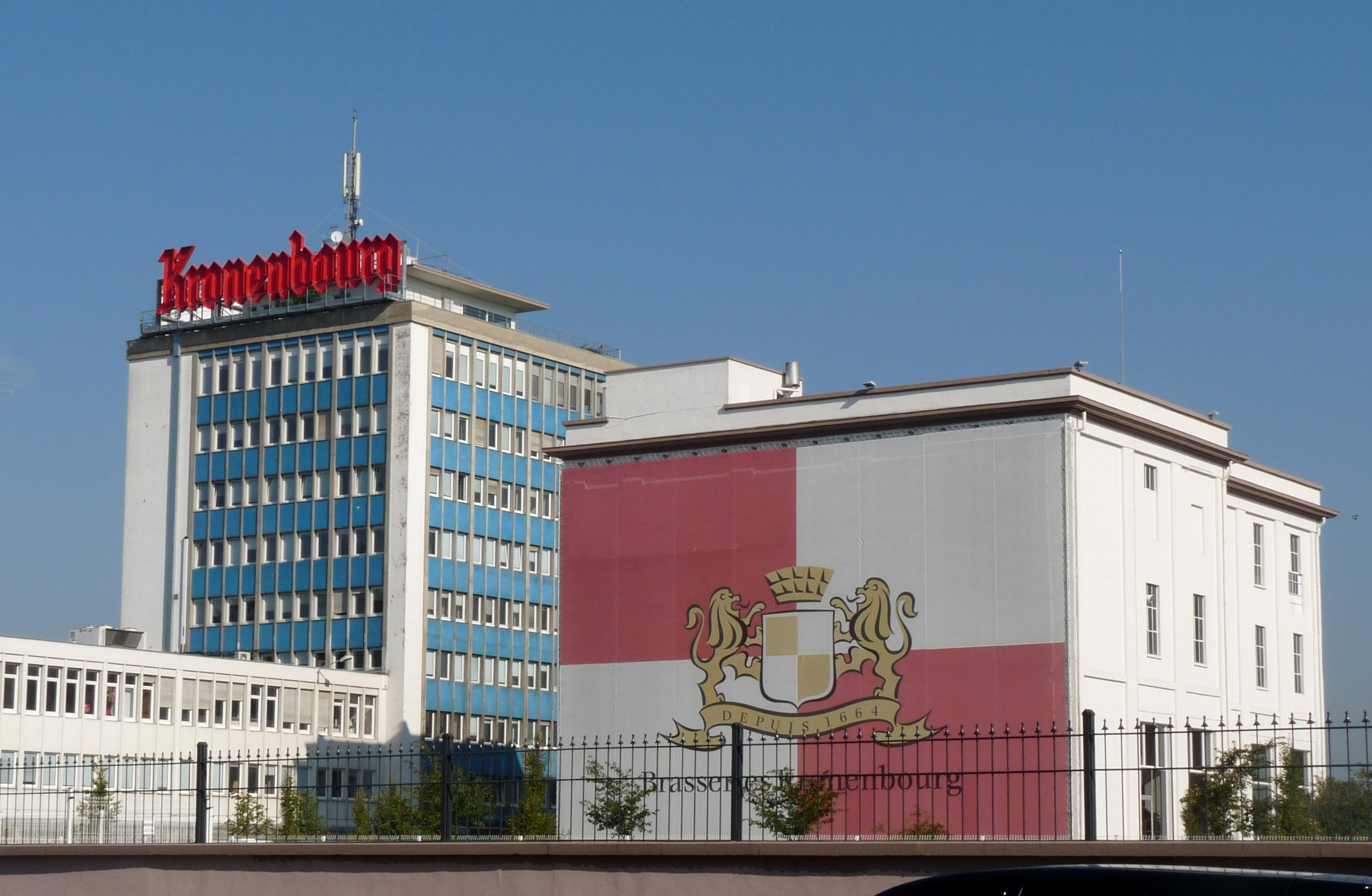
Ehemalige Brauerei Kronenbourg
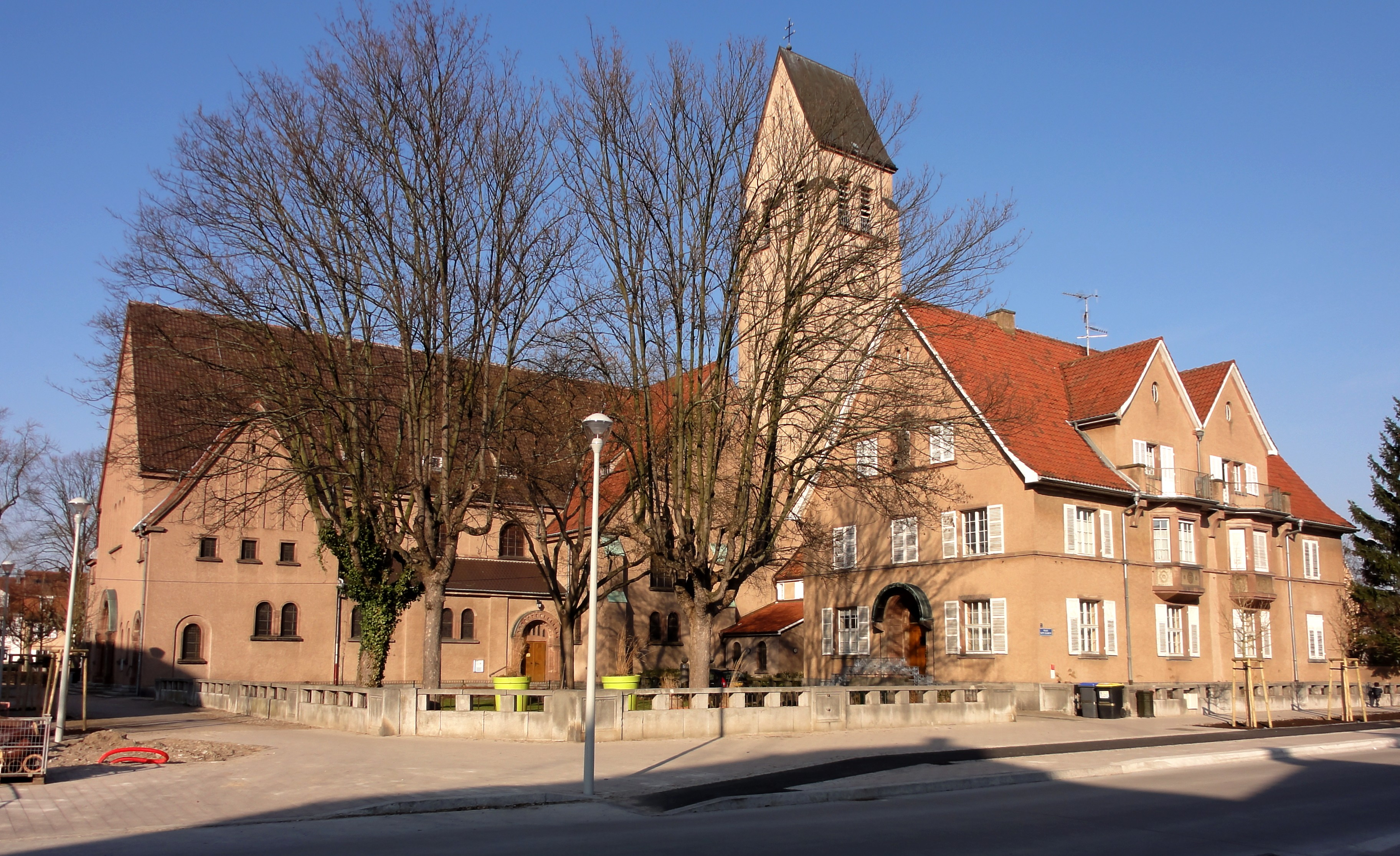
Die Kirche Saint Florent
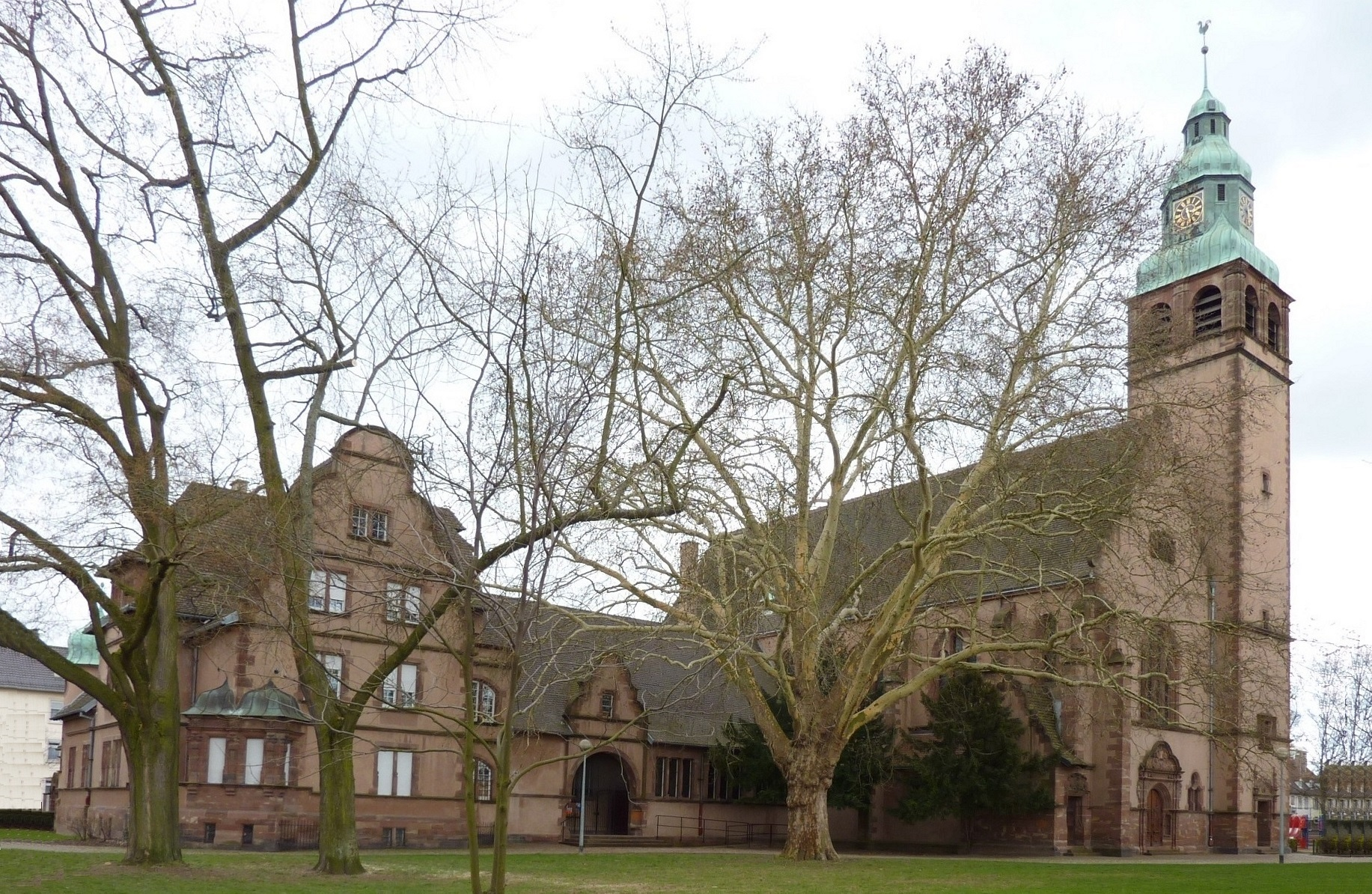
Die Erlöserkirche
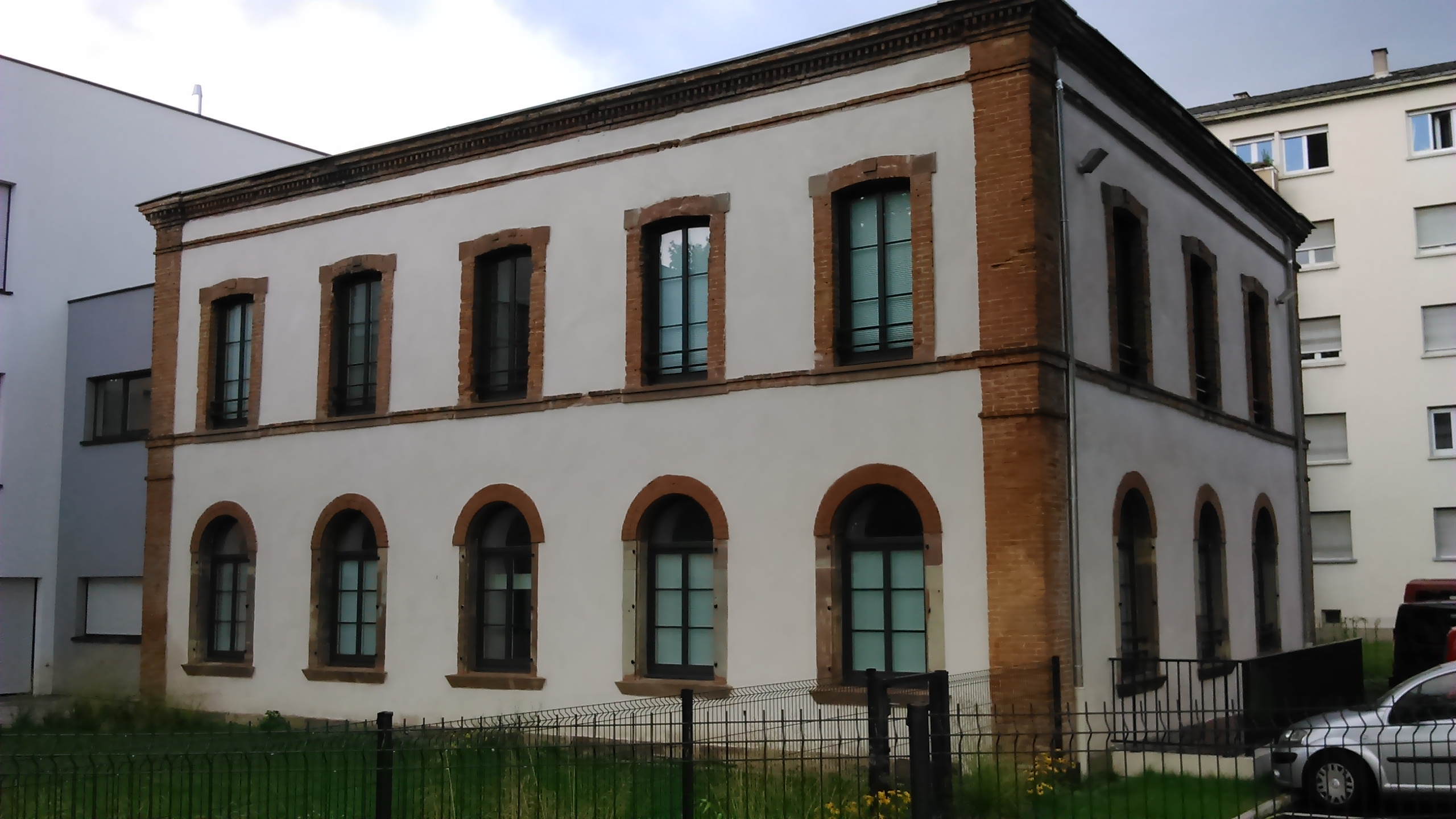
Die venezianische Villa nach der Renovierung
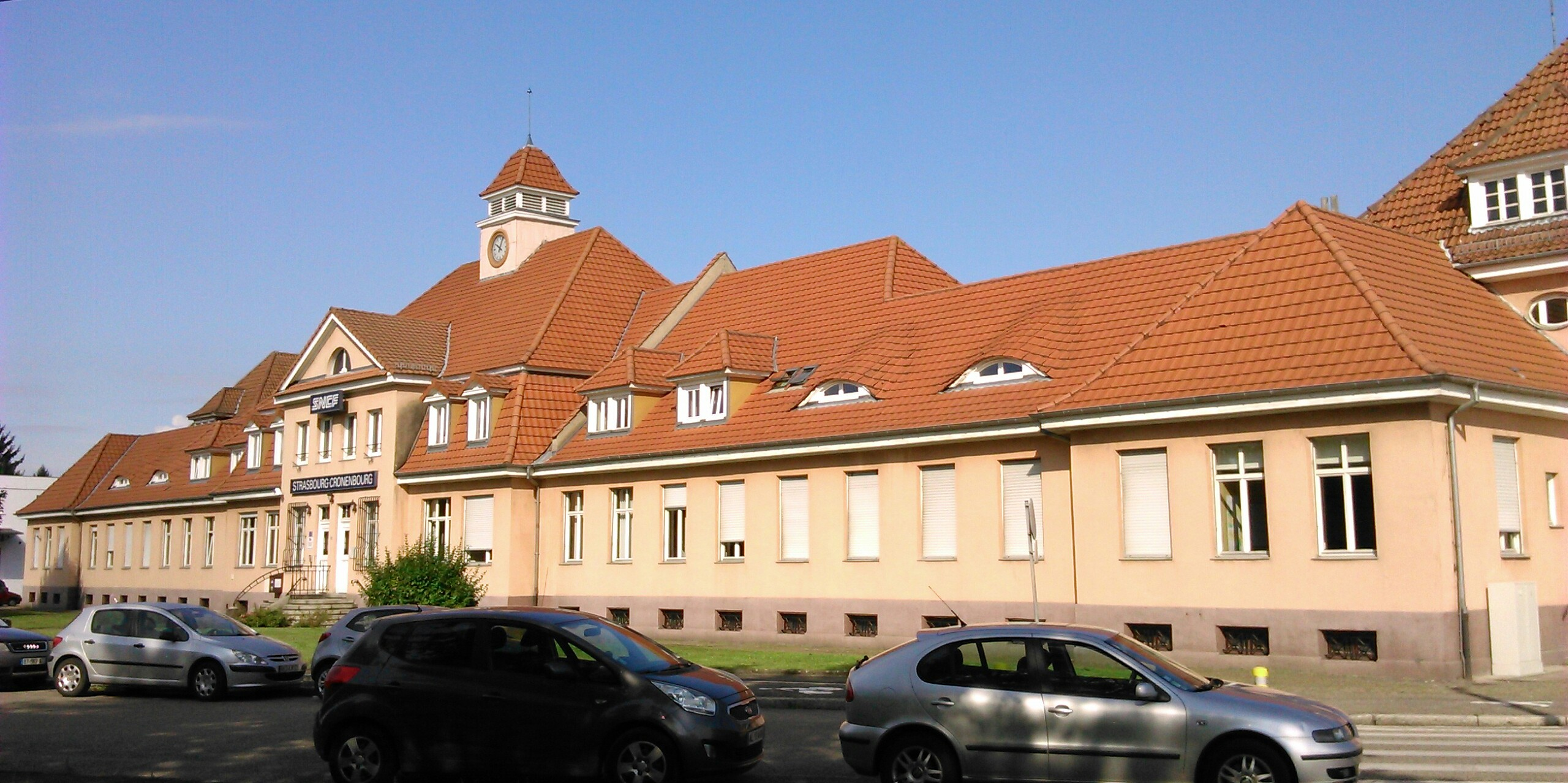
Der Güterbahnhof
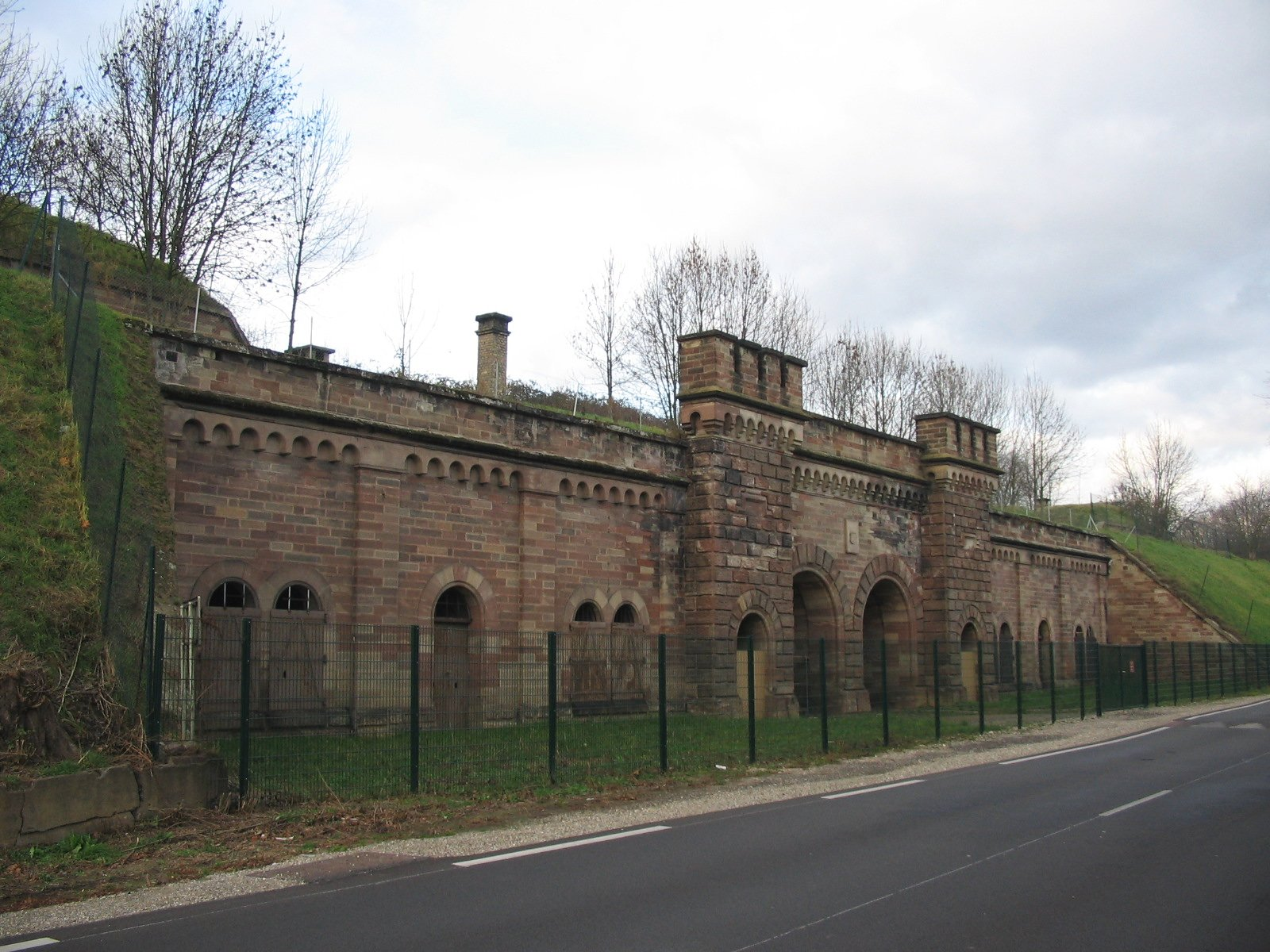
Kriegstor, Überreste deutscher Festungsanlagen des 19. Jahrhunderts
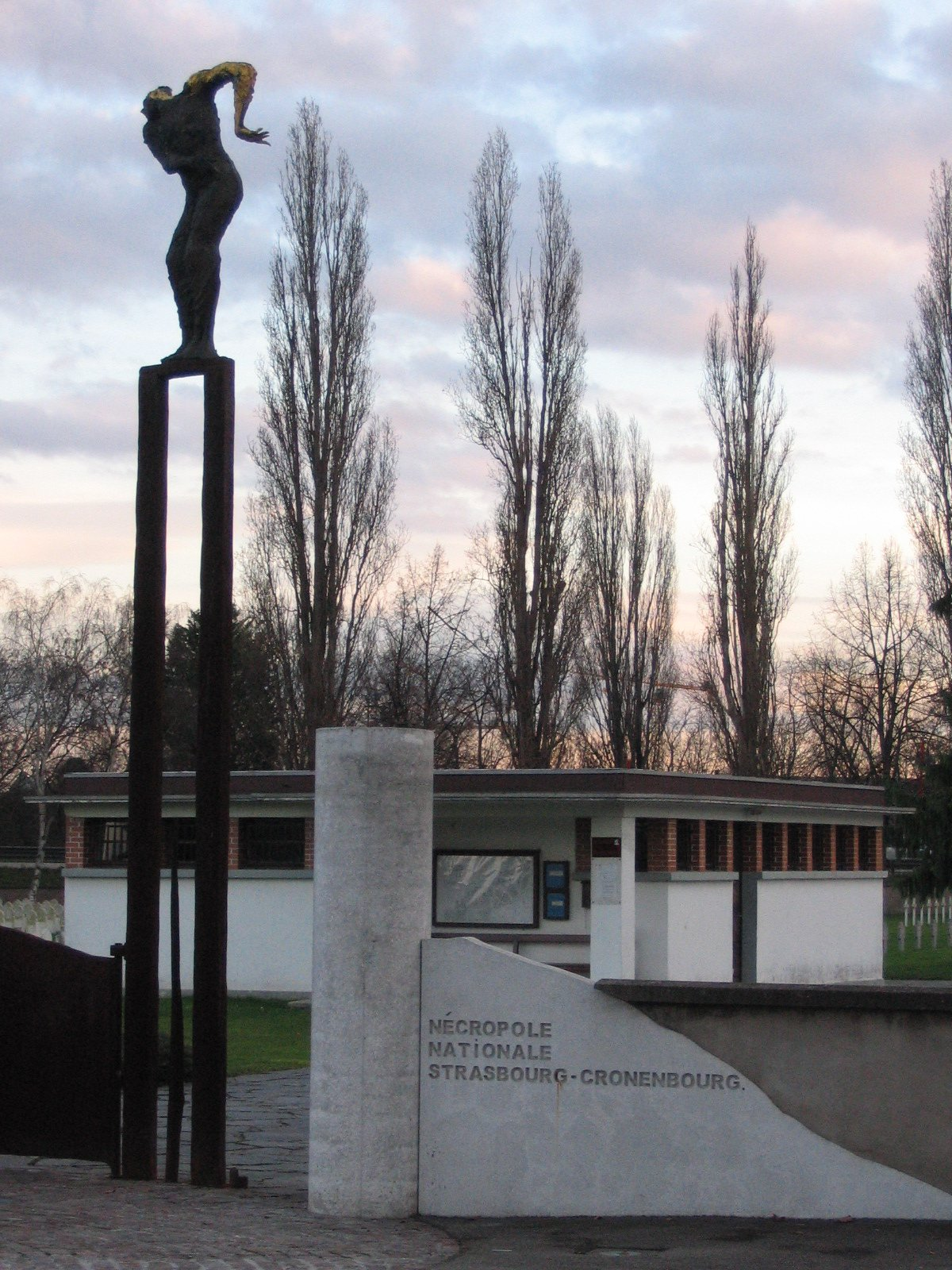
Der Soldatenfriedhof